# گولدن لیکس (فلوریدا)
گولدن لیکس (به انگلیسی: Golden Lakes) یک منطقهٔ مسکونی در ایالات متحده آمریکا است که در شهرستان پام بیچ، فلوریدا واقع شده‌است. گولدن لیکس ۶٫۱ کیلومتر مربع مساحت و ۶٬۶۹۴ نفر جمعیت دارد و ۵ متر بالاتر از سطح دریا قرار دارد.